# Fiano Romano
Fiano Romano település Olaszországban, Lazio régióban, Róma megyében. Lakosainak száma 16 237 fő (2023. január 1.). Fiano Romano Civitella San Paolo, Montelibretti, Montopoli di Sabina, Nazzano, Capena és Fara in Sabina községekkel határos.

## Népesség
A település lakossága az elmúlt években az alábbi módon változott:

| 2023 | 16 237 |